# Les Djinns
Pour les articles homonymes, voir Les Djinns (homonymie).
Les Djinns est un poème de Victor Hugo, publié en août 1829 dans le recueil Les Orientales.

## Forme et propos
Les Djinns se distingue par sa forme en crescendo et decrescendo : les 15 strophes de 8 vers ont un nombre différent de syllabes, respectivement 2, 3, 4, 5, 6, 7, 8, 10, 8, 7, 6, 5, 4, 3 et enfin 2. Cette forme est en résonance avec le propos du poème, qui est le récit du fracas provoqué par le passage d'un essaim de djinns autour de la maison du narrateur. La longueur des vers augmente donc avec la force de la tempête provoquée par les djinns puis diminue à mesure qu'ils s'éloignent. La strophe 9 interrompt le récit par une prière, de « style oriental », comme le veut le recueil dans lequel se trouve la poésie.
Les rimes de chaque strophe sont au même endroit : de la forme « ABABCCCB ».
Il s'agit d'un poème descriptif mélangé à une fantasmagorie de style arabe ou gothique, appréciée par les romantiques.

## Adaptations
Ce poème connut diverses adaptations ou transpositions dans d'autres arts, comme :
- Les Djinns op. 12 (1875) de Gabriel Fauré pour chœur mixte,
- Les Djinns (FWV 45), poème symphonique composé par César Franck en 1884,
- Les Djinns op. 35 (1912) de Louis Vierne pour chant et orchestre.